# Sammy Durkin
Samantha „Sammy“ Durkin (* 3. Juni 1999 in Richmond, Virginia als Samantha Jerabek) ist eine US-amerikanische Fußballspielerin.

## Karriere
Jerabek begann bereits im Alter von vier Jahren mit dem Fußballspielen bei den Richmond Kickers in ihrem Geburtsort.
Während ihrer Schulzeit an der Clover Hill High School in Midlothian, einer Gemeinde im Chesterfield County im US-Bundesstaat Virginia, spielte sie für das Fußball-Schulteam.
Mit der Aufnahme eines Studiums im Hauptfach Physiotherapie an der Virginia Commonwealth University, einer staatlichen Bildungseinrichtung in Richmond, kam sie in den Spielzeiten 2017 bis 2021 für das Sport-Team, die Rams, in 87 Meisterschaftsspielen in der Atlantic 10 Conference zum Einsatz, in denen sie 30 Tore erzielte. Ihr gelangen viermal Doppeltorerfolge und einmal drei Tore in einem Spiel am 11. Februar 2021 beim 4:0-Sieg im Auswärtsspiel gegen die Lady Monarchs, das Sport-Team der Old Dominion University.
Zur Saison 2023/24 wurde sie vom Bundesligisten MSV Duisburg verpflichtet und mit einem bis zum 30. Juni 2024 datierten Vertrag gebunden. Ihr Pflichtspieldebüt erfolgte am 9. September 2023 mit ihrem Einsatz im Spiel der 2. Runde des DFB-Pokalwettbewerbs beim 6:1-Sieg im Auswärtsspiel gegen den Drittligisten Arminia Bielefeld. 30 Minuten nach ihrer Einwechslung für Kara Bathmann erzielte sie mit dem Treffer zum Endstand in der 89. Minute gleich ihr erstes Tor. Ihr Bundesligadebüt gab sie eine Woche später zum Saisonauftakt bei der 0:9-Niederlage im Auswärtsspiel gegen die TSG 1899 Hoffenheim mit Einwechslung für Julia Kappenberger in der 46. Minute. Infolge des Abstiegs des MSV und des Rückzugs aus dem Profifußball im Sommer 2024 wurden die Verträge der Spielerinnen aufgelöst.

## Sonstiges
2023 heiratete sie den Fußballspieler Chris Durkin und nahm dessen Nachnamen an.